# Timotei Popovici
Timotei Popovici (n. 20 august 1870, Tincova, județul Caraș-Severin – d. 11 septembrie 1950, Lugoj) a fost un preot, pedagog și compozitor român.
Studii la școala civilă și școala pedagogică (1882-1890), apoi la Institutul teologic (1890-1893), toate în Caransebeș, studii de armonică și compoziție cu profesorul Gavriil Musicescu la Conservatorul din Iași (1893-1895).
Învățător la școala primară din Lugoj (1895 - 1896), profesor de muzică la Școalele Centrale Române greco-ortodoxe din Brașov (1896-1899), dirijor al corului Bisericii Sfântul Nicolae din Șchei și ai altor coruri din Brașov, profesor provizoriu (1899), apoi titular (1906-1919) de Muzică vocală și instrumentală la Institutul teologic-pedagogic din Sibiu, apoi la școala normală Andrei Șaguna" tot în Sibiu (1919 -1936); dirijorul corului catedralei metropolitane (1899-1940) și al altor coruri din Sibiu. În anul 1915 a fost hirotonit diacon și preot, iar mai târziu a devenit protopop.
Compozitor de seamă, a alcătuit numeroase compoziții laice și religioase, pentru cor de copii, coruri școlare, coruri pe trei voci și bărbătești
Opera sa muzicală a fost publicată în următoarele colecții:
- Cuvântările Liturghiei pe trei voci egale, ed. I Sibiu, 1902 (ed. a II-a, Viena, 1908, 21 p.);
- Douăsprezece cântece de scoală pentru două și trei voci egale. Caietul I, Sibiu, 1901 (ed. a II-a, 1902);
- Caietul II, Sibiu, 1904;
- Carte de cântece pentru școalele primare, gimnazii inferioare, scoale reale, civile și preparandii, Sibiu, 1911, VI + 36 p.;
- Repertor coral (cântece pentru cor de bărbați).  Colecție litografiată pentru uzul elevilor Seminarului  "Andreian", Sibiu, 1914,95 + 29 p.;
- Cântece naționale, Sibiu, 1920, 64 p.;
- Carte de cântece, Sibiu, 1923, 168 p.,
- Cântările Liturghiei pentru două voci egale, Sibiu, 1942, 24 P.;
- Cântările Liturghiei pentru cor mixt, ed. a III-a, Sibiu, 1943. 100 p.;
- Florile dalbe. Colecțiune de colinde și cântece de stea pentru cor mixt și de bărbați, I, Craiova, f.a., 32 p.; II, Sibiu, 1945, 52 p.

S-a îngrijit de republicarea cărții lui D. Cuntan, Cântările bisericești după melodiile celor opt glasuri (ed. a II-a, 1925, în colaborare; ed. a III-a, ed. a IV-a, singur, Sibiu, 1943, 96 p.). O parte din opera sa - Coruri - publicată în 1957.
A publicat și o serie de studii teoretice, dări de seamă, recenzii, în revista „Vatra Școlară” de la Sibiu, "Telegraful Român" s.a.
Se impun, între ele, un Dicționar de muzică, cu deosebită considerare la muzica românească, Sibiu, 1906, 160 p. (primul la noi),
Principiul național în muzică, în țanuarul XXIII al Institutului teologic-pedagogic din Sibiu", 1906/7, p. 3-16 ș a.

## In memoriam
Lucruri care îi poartă numele:
- Festivalului Coral „Timotei Popovici”, din Sibiu [1]
- Biblioteca Comunală Timotei Popovici Sacu [2]
- Strada „Timotei Popovici” din Sibiu
- Festivalul Corurilor pentru Copii și Tineret "Timotei Popovici" inițiat de prof.dr.Dumitru Jompan in com.Marga jud.Caras-Severin.In anu 2o15 va avea loc ediția XXXIII în orașul Caransebeș.
- Dumnitru Jompan,Timotei Popovici(1870-1950). Contribuții la istoria muzicii bănățene,Resita,1970.
- Dumitru Jompan,Timotei Popovici, Corespondenta, vol.I, Timișoara, Editura Mitropoliei Banatului,1997.
- Dumitru Jompan,Timotei Popovici, Corespondenta. Studii de pedagogie muzicală, vol. 2,Timișoara, Editura Eurostampa, 2002.

## Literatură
- Prof. univ. dr. Dumitru Jompan, Timotei Popovici (1870-1950) - Monografie, Editura Andreiana, Sibiu, 2006[3]